# Rudzieniec
Rudzieniec – wieś w Polsce położona w województwie lubelskim, w powiecie parczewskim, w gminie Milanów.
Wierni Kościoła rzymskokatolickiego należą do parafii Parafia św. Jozafata w Gęsi.
W latach 1975–1998 miejscowość administracyjnie należała do województwa bialskopodlaskiego.
Wieś stanowi sołectwo w gminie Milanów. Według Narodowego Spisu Powszechnego z roku 2011 wieś liczyła 134 mieszkańców.

## Historia
Rudzieniec w wieku XIX stanowiły folwark i dobra w powiecie radzyńskim, gminie Jabłoń, parafii Gęś. Folwark odległy 24 wiorsty od Radzynia, posiadał 13 domów i 68 mieszkańców. Według spisu 1827 roku domów było 8 zamieszkałych przez 33 mieszkańców.
Charakterystyka dóbr Rudzieniec
Dobra Rudzieniec będące własnością księżnej Marii Czetwertyńskiej z Milanowa (z domu hr. Uruskiej (1853-1931) składały się w 1887 roku z folwarku Rudzieniec z awulsem Wandopol oraz folwarków Lubno, Gęś i Amelin. Ogólna rozległość wynosiła mórg 4548 w tym folwarki:
- Folwark Rudzieniec z awulsem Wandopol gruntów ornych i ogrodów mórg 1050, łąk mórg 329, pastwisk mórg 11, lasu mórg 983, w osadzie mórg 5, nieużytków mórg 77. Budynków murowanych 3, z drzewa 31, płodozmian 11. polowy.
- Folwark Amelin gruntów ornych i ogrodów mórg 318, łąk mórg 158, pastwisk mórg 73, w osadzie mórg 22, nieużytków mórg 11, budynków z drzewa 8.
- Folwark Gęś gruntów ornych i ogrodów mórg 277, łąk mórg 120, pastwisk mórg 13, lasu mórg 174, w os. mórg 48, nieuż. mórg 12; bud. z drzewa 14.
- Folwark Lubna gruntów ornych i ogrodów mórg 783, łąk mórg 64, nieużytków mórg 21, budynków murowanych 1, z drzewa 9, płodozmian 9. polowy, las był nieurządzony w folwarku gorzelnia, cegielnia i wiatrak. W skład dóbr poprzednio wchodziły: wieś Radcze osad 105, z gruntem mórg 2204; wieś Gęś osad 132, z gruntem mórg 2619[10].

## Urodzeni w Rudzieńcu
- Stefan Rotarski (1886-1959) – pułkownik dyplomowany łączności inżynier Wojska Polskiego.
- Tomasz Zaliwski (1929-2006) – aktor teatralny, filmowy i radiowy.